# Volta a Llombardia 2013
La Volta a Llombardia 2013, 107a edició d'aquesta clàssica ciclista, es disputà el 6 d'octubre de 2013, amb un recorregut de 242 km entre Bèrgam i Lecco. Aquesta edició fou guanyada pel català Joaquim Rodríguez, que d'aquesta manera revalidava el triomf aconseguit l'any anterior. Rodríguez arribà en solitari després d'atacar a l'última ascensió del dia a Villa Bergano, a una desena de quilòmetres de l'arribada. Amb aquesta victòria el Purito es col·locava en primera posició de l'UCI World Tour 2013.

## Equips participants
El 19 equips UCI World Tour són presents en aquesta cursa, així com sis equips continentals professionals convidats: GW Erco Shimano, Colombia-Coldeportes, Team Europcar, IAM Cycling, MTN-Qhubeka i NetApp-Endura.
| Núm.    | Codi | Equip                   |
| ------- | ---- | ----------------------- |
| 1-8     | KAT  | Team Katusha            |
| 11-18   | ALM  | AG2R La Mondiale        |
| 21-28   | AND  | GW Erco Shimano         |
| 31-38   | AST  | Astana Qazaqstan Team   |
| 41-48   | BEL  | Belkin Pro Cycling Team |
| 51-58   | BMC  | BMC Racing Team         |
| 61-68   | CAN  | Cannondale              |
| 71-78   | COL  | Colombia                |
| 81-88   | EUS  | Euskaltel–Euskadi       |
| 91-98   | FDJ  | FDJ                     |
| 101-108 | GRS  | Garmin-Sharp            |
| 111-118 | IAM  | IAM Cycling             |
| 121-128 | LAM  | Lampre-Merida           |

| Núm.    | Codi | Equip                   |
| ------- | ---- | ----------------------- |
| 131-138 | LTB  | Lotto-Belisol           |
| 141-148 | MOV  | Movistar Team           |
| 151-158 | MTN  | MTN-Qhubeka             |
| 161-168 | OPQ  | Omega Pharma-Quick Step |
| 171-178 | OGE  | Orica-GreenEDGE         |
| 181-188 | RLT  | RadioShack-Leopard      |
| 191-198 | SKY  | Team Sky                |
| 201-208 | ARG  | Argos-Shimano           |
| 211-218 | EUC  | Team Europcar           |
| 221-228 | TNE  | NetApp-Endura           |
| 231-238 | TST  | Team Saxo-Tinkoff       |
| 241-248 | VCD  | Vacansoleil-DCM         |

## Classificació general
|    | Ciclista                 | Equip                   | Temps      | Punts UCI |
| -- | ------------------------ | ----------------------- | ---------- | --------- |
| 1  | Joaquim Rodríguez (CAT)  | Team Katusha            | 6h 10' 18" | 100       |
| 2  | Alejandro Valverde (ESP) | Movistar Team           | +17"       | 80        |
| 3  | Rafał Majka (POL)        | Team Saxo-Tinkoff       | +23"       | 70        |
| 4  | Daniel Martin (IRL)      | Garmin-Sharp            | +45"       | 60        |
| 5  | Enrico Gasparotto (ITA)  | Astana Qazaqstan Team   | +45"       | 50        |
| 6  | Daniel Moreno (ESP)      | Team Katusha            | +55"       | 40        |
| 7  | Pieter Serry (BEL)       | Omega Pharma-Quick Step | +55"       | 30        |
| 8  | Franco Pellizotti (ITA)  | GW Erco Shimano         | +55"       | -         |
| 9  | Ivan Santaromita (ITA)   | BMC Racing Team         | +55"       | 10        |
| 10 | Robert Gesink (NED)      | Belkin Pro Cycling Team | +55"       | 4         |